# Marie Laurencin
Marie Laurencin (Paris, 31 de outubro de 1883 — Paris, 8 de junho de 1956) foi uma pintora e gravurista francesa.

## Biografia
Laurencin nasceu em Paris, onde foi criada por sua mãe. Durante o período da I Grande Guerra, Laurencin deixou a França e foi para a Espanha com seu marido alemão Baron Otto von Waëtjen. O casal viveu junto durante em Düsseldorf por alguns anos. No entanto, em 1920, após se divorciar, Laurencin voltou à Paris.
Nos primeiros anos do século XX, Laurencin ocupou um papel muito importante dentro da vanguarda francesa. Neste mesmo período, envolveu-se em um relacionamento amoroso com o poeta Guillaume Apollinaire, além de sua musa. A artista também é lembrada como a única mulher cubista. Apesar de sua obra ser claramente influenciada por Pablo Picasso e Georges Braque, ela desenvolveu uma visão própria da abstração que frequentemente se centralizava na representação da mulher e de comunidades femininas. A evolução do trabalho de Laurencin apresenta uma tentativa de inovar através do uso de uma estética feminina específica com o uso de pastéis e formas curvilíneas.
Tanto em sua pintura quanto em seus desenhos e impressões, Laurencin continuou a explorar temas femininos e aquilo que ela considerava desta forma até sua morte. Em 1983, no centésimo aniversário do nascimento da artista, o Museu Marie Laurencin foi aberto na prefeitura de Nagano, no Japão. Atualmente, a casa hospeda mais de 500 trabalhos de autoria dela, bem como um arquivo.

## Obras

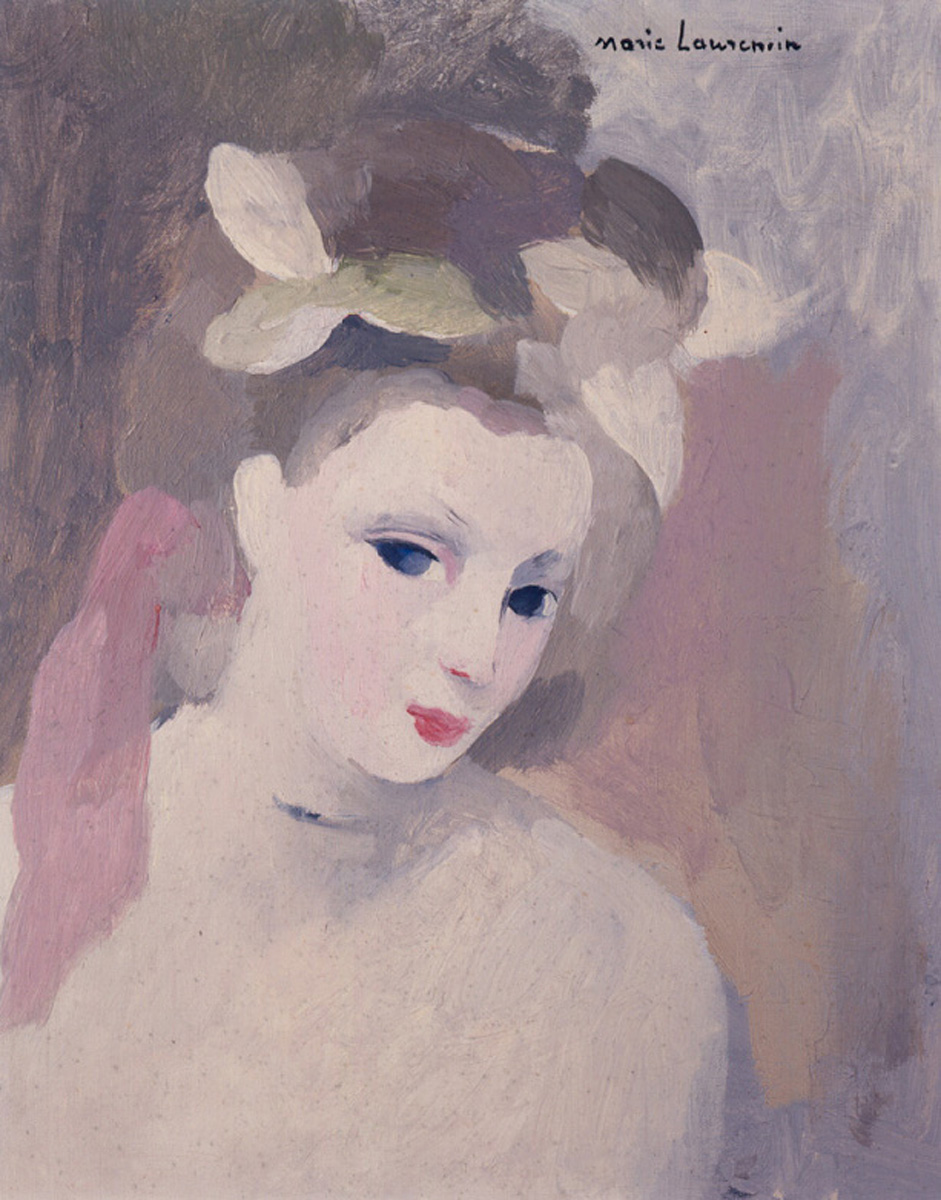
Retrato de Mulher, 1885
Litografia para divulgação de ópera em Paris, 1931